# ترایگ
ترایگ (به دانمارکی: Tryg) شرکت بیمه دانمارکی است، که عمومأ خدماتش را در کشورهای حوزه اسکاندیناوی مانند؛ دانمارک، نروژ، سوئد و فنلاند ارائه می‌کند.
شرکت ترایگ در سال ۲۰۰۲ در پی ادغام بخش بیمه شرکت نوردیا با شرکت بیمه ترایگ تأسیس شد. در حال حاضر این شرکت دومین ارائه‌دهنده خدمات بیمه در کشورهای اسکاندیناوی به‌شمار می‌آید. بخشی از سهام شرکت ترایگ در بازار بورس نزدک اوام‌اکس کپنهاگ معامله می‌شود.